# Fehérfejű kerceréce
Az fehérfejű kerceréce (Bucephala albeola) a lúdalakúak rendjébe, ezen belül a récefélék (Anatidae) családjába tartozó faj.

## Rendszerezése
A fajt Johann Friedrich Gmelin német természettudós írta le 1758-ban, az Anas nembe Anas Albeola néven.

## Előfordulása
Amerika északi felének tavainak lakója, kóborlásai során elér más földrészeket is. Az USA-ban és Kanadában vadásznak rá. Természetes élőhelyei a tűlevelű erdők, tengerpartok és édesvizű tavak. Vonuló faj.

## Megjelenése
Testhossza 32–40 centiméter, ezzel a kontinens legkisebb récéje, a szárnyfesztávolsága 53–61 centiméter, a hím testtömege 335–600 gramm, a tojó kisebb csak 230–470 gramm.
|  |  |  |

## Életmódja
Csőrével kiszűri apró vízi gerinctelenekből álló táplálékát.

## Szaporodása
Kora májusban rakja le a tojómadár 6-11 tojását, melyeken 28-33 napig kotlik.
|  |

## Természetvédelmi helyzete
Az elterjedési területe rendkívül nagy, egyedszáma pedig növekvő. A Természetvédelmi Világszövetség Vörös listáján nem fenyegetett fajként szerepel.